# Faliraki
Faliraki (gr. Φαληράκι) – miejscowość w Grecji, w północno-wschodniej części wyspy Rodos nad Morzem Śródziemnym, w administracji zdecentralizowanej Wyspy Egejskie, w regionie Wyspy Egejskie Południowe, w jednostce regionalnej Rodos, w gminie Rodos. W 2011 r. liczyła 1996 mieszkańców.
Niegdyś wieś rybacka, od końca lat 80. XX w. jeden z największych kurortów turystycznych na wyspie z licznymi hotelami, restauracjami, klubami i dużym parkiem wodnym. Charakteryzuje się długą (6-kilometrową), łagodnie opadającą piaszczysto-kamienistą plażą, rozciągającą się na północ od dawnej osady rybackiej. Na północ od zatoki Faliraki rozciąga się skalisty odcinek wybrzeża, za którym znajdują się termy Kallithea, natomiast na południe od kurortu zlokalizowane są zatoki Ladiko i Vagion (pot. Anthony'ego Quinna).